# ماري فرنسيس شورى
ماري فرنسيس شورى (بالإنجليزية: Mary Francis Shura)‏ (23 فبراير 1923، برات في الولايات المتحدة - 12 يناير 1991، مايوود في الولايات المتحدة)؛ كاتِبة مُتخصِّصة في أدب الأطفال وروائية أمريكية.